# Chuyến bay 514 của American Airlines
Chuyến bay 514 của American Airlines là một chuyến bay huấn luyện từ sân bay Quốc tế Idlewild (nay là sân bay John F. Kennedy), đến sân bay Grumman Aircraft Corp. Vào 16:42 chiều ngày 15 tháng 8 năm 1959, chiếc Boeing 707 đang vận hành chuyến bay đã bị rơi gần Calverton, làm chết cả năm thành viên phi hành đoàn. Đây là tai nạn đầu tiên liên quan đến một chiếc Boeing 707.

## Máy bay
Chiếc Boeing 707-123, đăng ký N7514A, thực hiện chuyến bay đầu tiên vào ngày 6 tháng 5 năm 1959, và khi vụ tai nạn xảy ra, nó đã tích lũy được 736 giờ bay. Những năm mà chiếc 707 đã đi vào hoạt động ở Mỹ vào ngày 25 tháng 1 năm 1959, với các chuyến bay từ New York đến Los Angeles.
Sân bay Calverton được American Airlines sử dụng thường xuyên cho mục đích huấn luyện cho các thành viên phi hành đoàn tại những chiếc 707, và sau đó được gọi là lĩnh vực Grumman Airplane Corp.

## Tai nạn
Chiếc 707 rời Idlewild lúc 13:40, hoàn thành công việc trên không sau khi cất cánh để cho phép đốt cháy nhiên liệu đủ cho khóa huấn luyện chuyển tiếp tại sân bay đã được lên kế hoạch tại Calverton và đến đó vào khoảng 15:11. Chuyến bay 514 đã thực hiện một số thao tác, bao gồm hạ cánh hoàn toàn, hạ cánh và cất cánh gió ngược, cách tiếp cận cao, mô phỏng động cơ hạ cánh và cách tiếp cận không bị hủy bỏ khi hạ cánh. Máy bay đã không rút lại thiết bị hạ cánh của mình theo cách tiếp cận bị hủy bỏ cuối cùng để hạ cánh trên đường băng 23, nhưng vẫn tiếp tục theo mô hình giao thông ở độ cao ước tính từ 1.000 đến 1.100 feet. Phi hành đoàn đã báo cáo về đường băng 23, đã được giải phóng mặt bằng và được thông báo rằng gió từ 230 độ ở 10 đến 15 hải lý. Khi nó tiếp cận đường trung tâm mở rộng của đường băng, khoảng 16:42, nó đã tạo ra một bờ trái, dốc lên khoảng 45 độ. Chiếc 707 sau đó đã được quan sát để phục hồi ngay lập tức để bay ngang và bắt đầu một ngân hàng ở bên phải, dần dần trở nên dốc hơn. Bờ phải tiếp tục cho đến khi máy bay bị đảo ngược, lúc đó mũi bị rớt. 707 sau đó tiếp tục lăn sang phải trong một cấu hình mũi xuống. Đôi cánh sau đó san bằng. Điều tra cho thấy chiếc máy bay chạm đất với thái độ ngang cánh, trong tình trạng gần như bị đình trệ, rơi sang trái khoảng 12 độ, với sức mạnh đáng kể và gần như đối xứng. Máy bay rơi ở cánh đồng khoai tây, lửa bùng phát khi va chạm và cả năm người trên máy bay đều thiệt mạng. Vụ tai nạn xảy ra chỉ cách phòng thí nghiệm quốc gia Brookhaven, một địa điểm của công trình hạt nhân bí mật chưa đầy 100m.
Ngọn lửa tiếp tục cháy trong hơn 1 giờ sau vụ tai nạn, cản trở các phi hành đoàn khẩn cấp trong nỗ lực loại bỏ thi thể của phi hành đoàn. Không quân đã cho một số thiết bị chữa cháy đến hiện trường. Cuối cùng, một đám đông lớn đã tập trung tại địa điểm gặp nạn khi tin tức lan truyền trên các bản tin phát thanh và truyền hình, và mọi người lái xe từ các khu nghỉ mát và thị trấn trong khu vực để xem đống đổ nát. Vụ tai nạn xảy ra sau một loạt 707 trường hợp khẩn cấp, không liên quan đến tử vong, trong những tuần gần đây liên quan đến các chuyến bay chở khách, lần đầu tiên xảy ra vào ngày 3 tháng 2 năm 1959, khi chiếc mũi Pan Am 707 lao xuống Đại Tây Dương và hạ cánh an toàn ở Gander.Tiếp theo đó là bốn sự cố về thiết bị hạ cánh trên các máy bay phản lực do Pan Am và American Airlines vận hành.

## Nguyên nhân
Nguyên nhân có thể xảy ra là "phi hành đoàn đã không nhận ra và điều chỉnh sự phát triển của ngáp quá mức gây ra một thao tác lăn vô ý ở độ cao quá thấp để cho phép phục hồi hoàn toàn". Sau tai nạn, Cục Hàng không Liên bang (FAA) đã ngừng yêu cầu máy bay 707 thực hiện hạ cánh thực tế với thất bại mô phỏng 50% các đơn vị năng lượng tập trung ở một bên của máy bay trong các chuyến bay huấn luyện, xếp loại và kiểm tra trình độ. Những thao tác này có thể được mô phỏng ở độ cao thích hợp. Vào ngày 5 tháng 2 năm 1960, Boeing đã đưa ra một bản tin dịch vụ cho việc sửa đổi bánh lái được cải tiến nhằm tăng thêm sức mạnh cho phạm vi chuyển động định hướng rộng hơn và tăng khả năng điều khiển ở tốc độ không khí thấp và tổng trọng lượng tối thiểu. Sửa đổi này cũng thay thế bánh lái ban đầu bằng một phiên bản cải tiến.